# Duncan (Seigneur des Îles)
Pour les articles homonymes, voir Duncan MacDougall et Duncan.
 Duncan MacDougall (mort vers 1247) (vieux norrois : Dungaðr, gaélique : Donnchadh mac Dubghaill) co-roi des Hébrides intérieures vers 1210-1247/1248.

## Biographie
Duncan ou Dungaðr est le fils Dughall mac Somhairle à la mort duquel il partage le domaine familial avec son frère Dugald (vieux norrois : Duggáll skröggr)
Pendant les vingt premières années de leur règne conjoint, les deux frères terrorisent les côtes occidentale de l'Écosse jusqu'à l'île de Man sans rencontrer d'opposition. Il est probable qu'ils avaient également usurpé les domaines de leur cousin Donald MacRagnald et que leur activité alimentait la rancune d'Olaf II de Man qui tentait de s'imposer comme roi de Man contre son demi-frère Ragnald IV de Man.
Olaf II de Man décide donc de se tourner vers le suzerain des Îles le roi Håkon IV de Norvège qui à cette époque venait d'affirmer son pouvoir contre de multiples prétendants au trône.
Le roi Håkon IV de Norvège décide donc d'envoyer une expédition vers l'ouest sous le commandement d'Óspakr un vétéran des guerres civiles en Norvège qui était lui aussi un fils de Dughall mac Somhairle, le fils cadet. Olaf de Man est désigné comme son second pour l'opération.
Dans un premier temps Duggáll skröggr, fut capturé et emprisonné par son frère et il disparut définitivement de l'Histoire. Duncan semble avoir réussi à s'échapper ou à s'être soumis, car il continua à gouverner le domaine familial constitué de Mull, Islay et du Kintyre. La suite de l'expédition norvégienne ne fut par un succès. Uspak Haakon qui avait obtenu le titre de « roi des Hébrides » du roi de Norvège mourut de ses blessures après l'un des premiers engagements contre les Écossais sur Bute dès 1231 alors même qu'une flotte écossaise de 200 navires, commandée par Alan de Galloway, approchait.
Duncan, continua à régner sur son domaine avec le titre de « Seigneur » et non plus de « roi des Îles ». Il était encore vivant en 1237 année où il est témoin d'une charte. Il est également le bâtisseur du château de Dunstaffnage et le fondateur du prieuré d'Ardchattan. Il disparaît en 1247 si on l'identifie avec le personnage dont la mort est relevée cette année-là par les Annales de Loch Cé : « Mac Somhairle, roi d' Airer-Gaeidhel, et avec lui, des nobles dont le roi Maol Seachlainn mac Domnaill Ó Domhnaill du Cenel-Conaill, sont tués. », ou en 1248 époque où son fils Ewen MacDougall (vieux norrois : Jón Dungaðarson) lui avait succédé.

## Sources
- (en) Mike Ashley The Mammoth Book of British Kings & Queens Robinson (Londes 1998)  (ISBN 1841190969). « Duncan King of the Isles », p. 435 et table généalogique no 26 p. 433.
- (en) John L. Roberts  Lost Kingdoms Celtic Scotland and the Middle Ages Edinburgh University Press (Edinburgh 1997)  (ISBN 0748609105).
- Jean Renaud Les Vikings et les Celtes Ouest-France Université (Rennes 1992)  (ISBN 2737309018).